# 円応寺
円応寺（えんのうじ）は、神奈川県鎌倉市山ノ内にある臨済宗建長寺派の仏教寺院。開山は桑田道海（智覚禅師）とも伝えるが未詳。山号は新居山。鎌倉時代作の閻魔像や冥界の十王の像で知られ、別名「新居閻魔堂」、「十王堂」とも呼ばれる。

## 歴史
『新編鎌倉志』等によれば円応寺は建長2年（1250年）の創建で、開山は建長寺開山蘭渓道隆の弟子にあたる桑田道海（智覚禅師）とされる。しかし、桑田道海は1309年の没で、年代が合わないこと、1250年といえば師の蘭渓道隆が開山した建長寺の落慶より以前であることなどから、当初から禅寺として建てられたことには疑問が持たれている。
円応寺は当初は由比郷見越岩（鎌倉大仏の東側）に建てられたようだが、ほどなく滑川の川岸へと移転した。鎌倉市材木座5丁目11番地に新居閻魔堂跡を示す石碑が残る。現在の川岸から200-300メートルほど東側に離れているが、閻魔堂創建当時はこのあたりが川岸だったと想定される。なお滑川下流部は別名閻魔川とも呼ばれるが、これはこの閻魔堂に由来する。
本尊の閻魔像から新居閻魔堂と呼ばれ信仰を集めたが、元禄16年11月23日 (旧暦)（1703年12月31日）の元禄大地震による津波被害により建物が大破した。その翌年山ノ内の現在地に移転した。寺は建長寺から鎌倉街道を挟んで向かい側の小高い敷地に位置するが、この地はもと建長寺塔頭の大統庵のあったところである。

## 伽藍

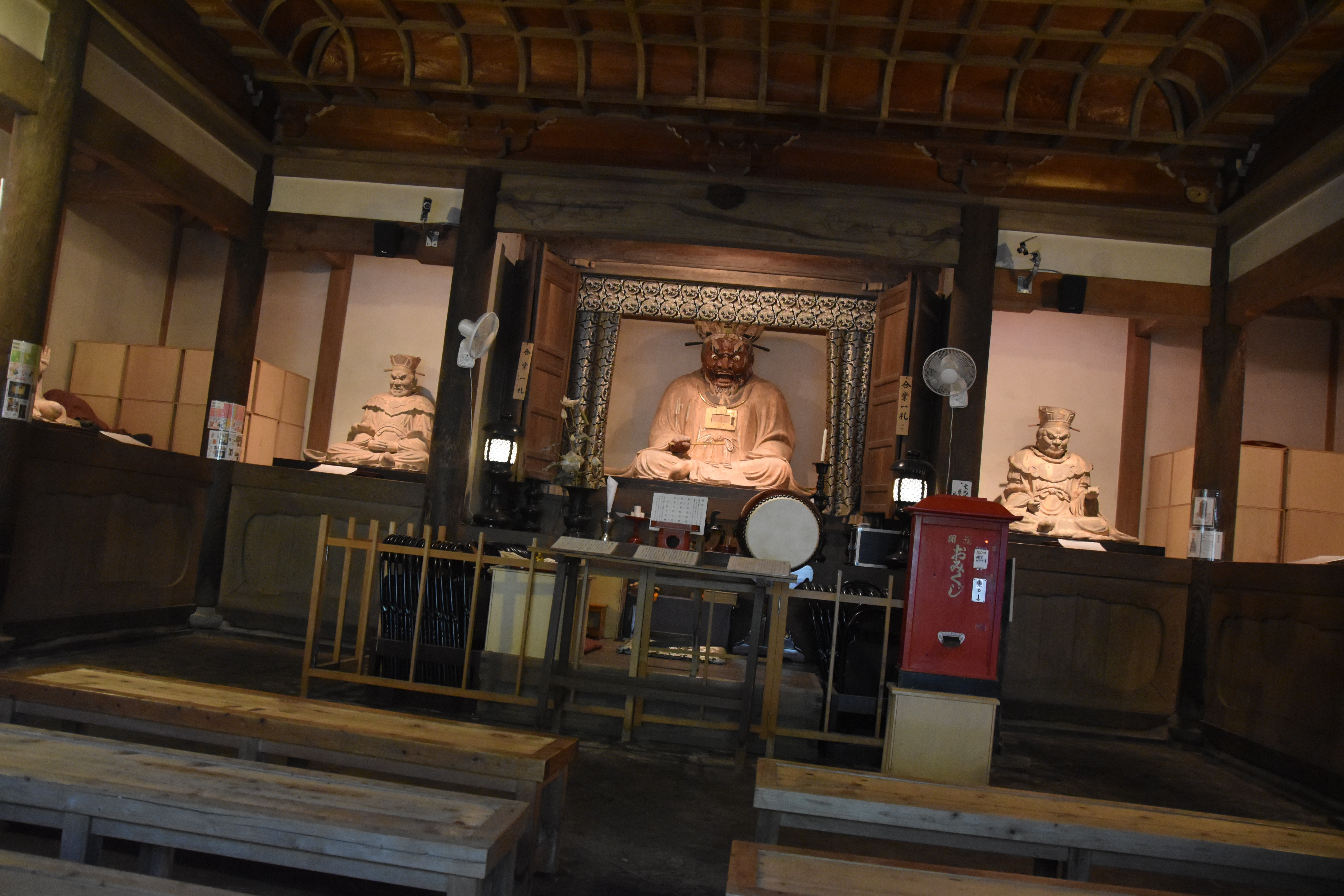
閻魔堂

本堂
本尊の閻魔像や十王像等の像を安置する。
山門

## 文化財

### 重要文化財

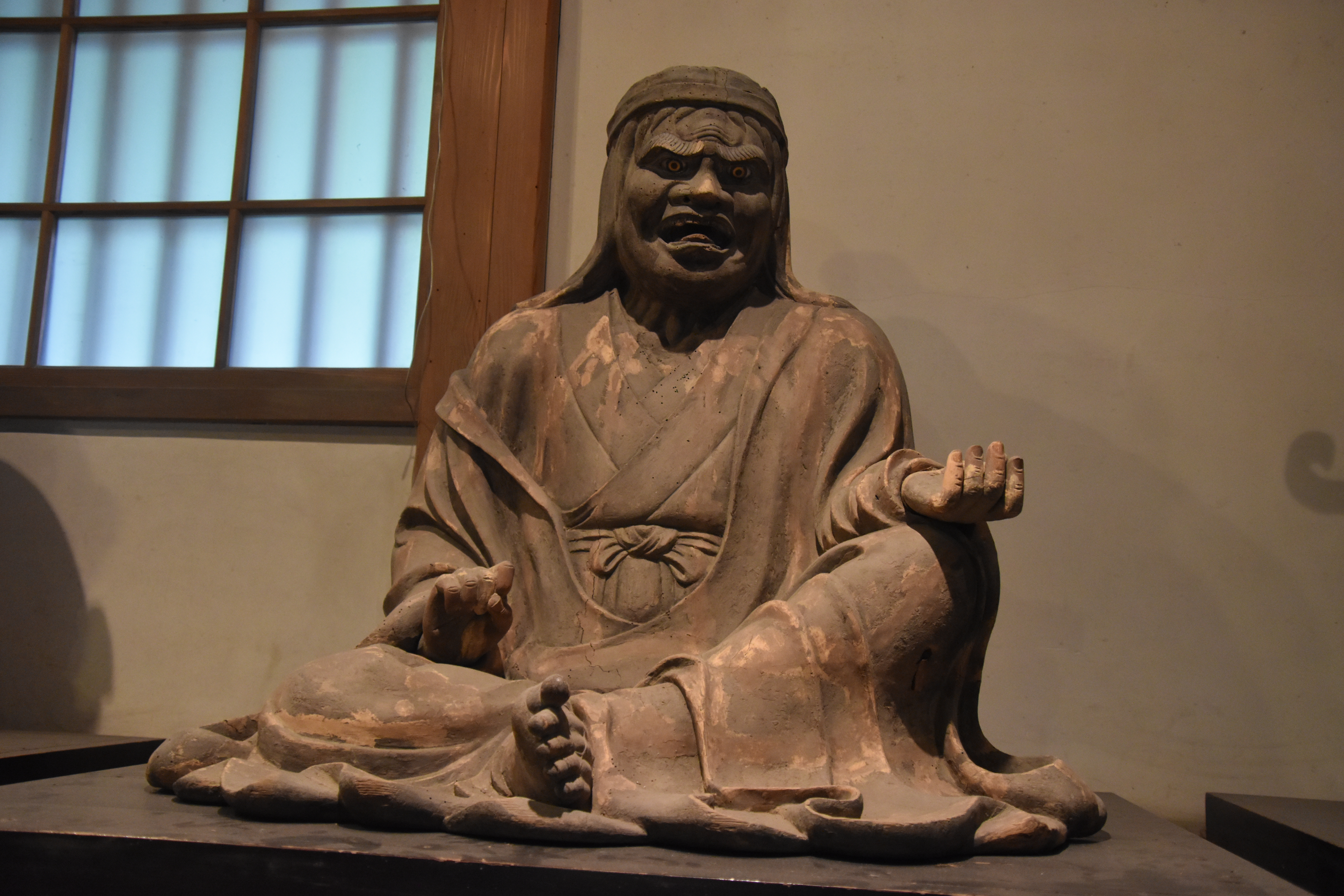
奪衣婆坐像

- 木造初江王坐像1躯（幸有作）、木造閻魔王坐像1躯、木造倶生神坐像2躯、木造奪衣婆坐像1躯（弘円作）、木造鬼卒立像1躯、木造檀拏幢1基

以上7点が一括して重要文化財に指定されている。
木造閻魔王坐像
像高190.5cmの閻魔像。『新編鎌倉志』によると寛文13年（1673年）に像の補修を行った際、胎内から文書が発見され、建長2年（1250年）の作で、永正17年（1520年）に修理が行われた旨の記述があったという。現存する像は頭部のみが鎌倉時代の作で、体部は江戸時代のものに変わっている。運慶作との伝えもあるが、1250年には運慶は没しており、伝承にすぎない。関東大震災後にも像の補修が行われている。
像の表情が笑っているようにも見えるため「笑い閻魔」とも呼ばれる。また参拝客の子供を食べたという伝承から、別名「人食い閻魔」とも呼ばれる。「笑い閻魔」・「人食い閻魔」と呼ばれる由縁についてはそれぞれ伝承が残っている（後述）。
木造初江王坐像
十王像のうちのひとつで、写実的な表情、複雑な衣文表現には運慶派の特徴とともに宋風彫刻の影響が感じられる造形の像である。鎌倉国宝館に寄託されている。なお胎内銘は『鎌倉市史』の史料編に所収されている。
胎内銘から像の作者は仏師の幸有で建長3年（1251年）に作られたものと判明している。幸有については、本像を造ったこと以外に知られる事績はない。
倶生神坐像（2体）
人が生まれた時からその両肩にいて、その人の善行悪行をすべて記録しているとされる倶生神の坐像。阿形像・吽形像の2体からなる。鎌倉国宝館に寄託されている。
奪衣婆坐像
永正11年（1514年）、弘円作
檀拏幢（だんだとう）
「人頭杖」とも言い、閻魔王が持つ杖。杖の上には通称「見る目」「嗅ぐ鼻」と呼ばれる2つの頭部が乗っており、これらは閻魔王が冥府で亡者を裁く際に善悪を感知するという。鎌倉国宝館に寄託。
鬼卒立像
地獄で亡者を責める役を持つとされる鬼の像。鎌倉国宝館に寄託。

### その他の文化財
閻魔王、初江王以外の十王像8体（江戸時代）、地蔵菩薩坐像、智覚禅師坐像が安置されている。

## 閻魔像にまつわる伝承
本尊の閻魔像については下記のような伝承が残っている。
笑い閻魔
運慶が死んで地獄に落ちたが、閻魔大王に「生き返らせてやるから自分の像を作れ」といわれ蘇生した。生き返った運慶が笑いながら彫ったため、閻魔像も笑っているような表情になった。このため、この閻魔像は笑い閻魔と呼ばれるようになった。
人食い閻魔
円応寺がまだ滑川沿いにあった時、閻魔像は瘧を直すご利益があるとされ信仰を集めていた。ある日瘧にかかった子供を連れ、親が「この子の願いを聞いてください」と願ったところ、「この子を召し上がってください」と聞き違えて子供を食べてしまった。

## 交通
北鎌倉駅より神奈川県道21号横浜鎌倉線沿いに鎌倉駅方向へ向かって徒歩15分程度。